# Josephine Rowe
Josephine Rowe (* 1984 in Rockhampton, Queensland) ist eine australische Schriftstellerin.

## Werdegang
Rowe wuchs in Melbourne auf. Sie schreibt Fiktion, Poesie und Essays. Ausgezeichnet wurde sie für ihre Kurzgeschichten. 2017 und 2020 erhielt Rowe die Auszeichnung «Sydney Morning Herald Best Young Australian Novelist».
Ihre Werke sind in Australien und Übersee erschienen, unter anderem in Granta, The Paris Review Daily, Literary Hub, The Believer, HEAT, Best Australian Stories und anderswo. Ihr Debütroman «A Loving, Faithful Animal» (University of Queensland Press, 2016) war für den Miles Franklin Literary Award 2017 nominiert und wurde von der New York Times als Editors’ Choice ausgewählt. 2019 erschien er in deutscher Übersetzung unter dem Titel «Ein liebendes, treues Tier» (Liebeskind).
Rowe war Stipendiatin des Dorothy and Lewis B. Cullman Center an der New York Public Library, des Wallace-Stegner-Programms an der Stanford University, des International Writing Program an der University of Iowa, der MacDowell Colony, des Omi International Arts Center und von Yaddo. Von August bis Dezember 2022 war sie Writer in Residence von Literaturhaus Zürich und Stiftung PWG.

## Werke (Auswahl)
- A Loving, Faithful Animal. University of Queensland Press, 2016
  - Ein liebendes, treues Tier : Roman. Übersetzung Barbara Schaden. München : Liebeskind, 2019
- In der Schweiz habe ich gelernt, was Heimweh ist, in: NZZ, 10. Juni 2023, S. 10f.